# Mebarria
Mebarria es un género de hongos en la familia Melanconidaceae. Su nombre hace referencia a la micóloga Margaret E. Barr.